# Ferrari 360 Modena
El Ferrari 360 és un automòbil esportiu d'altes prestacions produït pel fabricant italià Ferrari entre els anys 1999 i 2004. Les diferents variants porten noms diferenciats: el cupè es denomina 360 Mòdena i el descapotable 360 Spider. Existeixen tres versions de competició anomenades 360 Challenge, 360 GT i 360 GTC.
El 360 Challenge Stradale és una versió extrema homologada per circular per carrer, presentada al públic al Saló de l'Automòbil de Ginebra de 2003. Pel que fa al 360 Mòdena, és 110 kg més lleuger, té suspensions reforçades i apèndix aerodinàmics específics. Els seus llantes d'aliatge de 19 polzades tenen un disseny similar a les del Challenge, i la caixa de canvis és seqüencial de sis marxes i va ser redissenyada de manera que la demora en canviar de marxa és de 150 mil·lèsimes.

## Descripció
El 360 és el primer Ferrari en què el xassís i la carrosseria estan construïdes completament en alumini. Això li permet tenir un 40% més de rigidesa a torsió i pesar 80 quilos menys que el seu predecessor el F355.
El seu motor és un V8 de 3.568 cc de cilindrada a 90° amb cinc vàlvules per cilindre, distribució variable de vàlvules, 400 CV de potència màxima (a 8500 rpm) i un torque de 38 kgm (a 4750 rpm). El bloc està construït en alumini i la seva disposició és central darrere longitudinal, té tracció posterior i un control de tracció desconnectable. Inclou un sistema en què el motor s'accelera lleument després de realitzar un rebaix, compensant així la caiguda de voltes.
La caixa de canvis és de sis velocitats, podent triar entre la clàssica selectora situada a la consola central (amb la reixeta guia característica dels Ferrari), o l'opció F1. Aquesta última consisteix en dues lleves darrere el volant, la funció és enviar un senyal a un mòdul mecatrònic (electrohidràulic) que mou un sistema amb actuadors a la caixa de canvis cada vegada que es puja o es baixa una marxa. D'aquesta manera es prescindeix del pedal de l'embragatge. Quant a utilitzar la marxa enrere en aquesta configuració, s'aconsegueix trepitjant el fre i movent una petita palanca que ocupa el lloc de la selectora tradicional.
El sistema de frens es compon de discs ventilats Brembo de 330 mm de diàmetre i ABS, en les quatre rodes. Això li permet al 360 passar de 200 km/h a 0 en 144 metres o 5,1 segons (10 metres i 4 dècimes menys que l'F355).

## Disseny
El 360 és un 20% més ampli que el seu antecessor i és més fàcil sortir i entrar al vehicle, ja que es va millorar l'espai de les portes. Un detall que el caracteritza és la tapa del motor transparent, la funció és permetre al conductor veure cap enrere a través del mirall retrovisor i també permet poder observar el motor des de fora.
Interiorment compta amb seients revestits en cuir amb grans ales en els laterals del coixí i el suport, la funció és oferir subjecció i donen al vehicle un aspecte esportiu. Després dels seients abatibles hi ha un espai suficient com per a albergar una bossa de pals de golf. En la versió que porta les lleves després del volant, el contrarevolucions (d'agulla igual que els altres indicadors) inclou un petit display en el qual el conductor pot veure en quina marxa circula, inclosa la marxa enrere.
El primer model que es va produir va ser el 360 Modena, seguida més tard del 360 Spider i una edició especial, el Challenge Stradale. El Challenge Stradale era la versió de carretera d'alt rendiment del 360 produït per la fàbrica, amb frens de carbonceràmica (de l'Enzo), suspensió ajustada a la pista, guanys aerodinàmics, reducció de pes, millores de potència i programari de caixa de canvis revisat entre el seu resum centrat en la pista. Es van produir 8.800 Modena i 7.565 Spider a tot el món. Es van fabricar 4.199 per al mercat nord-americà: 1.810 Modena (cupés) i 2.389 Spiders (convertibles). D'aquestes xifres, només hi havia 469 Modena i 670 Spider que es van produir amb una transmissió manual de 6 velocitats amb tancament a diferència de la transmissió manual automatitzada d'un sol embragatge de "F1".

## Informació tècnica
Mesures dels pneumàtics davanters: 215/45 18
Mesures dels pneumàtics del darrere: 275/40 18
Mida del tanc de combustible: 95 L
Potència: 400 CV
Cilindrada total: 3586 cm
Pes total: 1390 kg
Velocitat màxima: 300 km / h (185 mph)
Acceleració de 0–100 km / h: 4,2 s
Parell màxim: 373 kg a 4750 rpm
Consum mixt: 17,9 L/100 km

## Revisions
Chris Harris va informar que el cotxe de premsa de Modena 360 era "ridículament ràpid" (dos segons més ràpid als 161 km/h que el cotxe del client que van provar) i semblava més un cotxe de carreres que un cotxe de carrer, però els altres cotxes eren diferents. Si bé s'anunciava que el rendiment del 360 era igual o superior al model anterior, quan Car and Driver va provar un stock de 360 que va resultar més pesat i lent que el rendiment afirmat del seu predecessor uns cinc anys abans, però això probablement es pot atribuir a l'elecció d'opcions instal·lades al cotxe de prova. També els requisits federals dels EUA per a la protecció contra xocs van afegir pes de nou als models designats als EUA.